# Armin Wolf (Historiker)
Armin Wolf (* 12. Mai 1935 in Berlin; † 26. April 2025 in Frankfurt am Main) war ein deutscher Mittelalterhistoriker. Er stellte die erbrechtliche Theorie zur Entstehung des Kurfürstenkollegiums auf und erforschte die homerische Geographie der Odyssee.

## Leben
Nach dem Abitur in Frankfurt am Main studierte er ab 1955 an den Universitäten Tübingen, Frankfurt und Hamburg und promovierte 1961 zum Dr. phil. bei Otto Brunner. Danach war er wissenschaftlicher Assistent mit Lehrauftrag am Leibniz Kolleg der Universität Tübingen. 1965 wurde er wissenschaftlicher Referent am Max-Planck-Institut für europäische Rechtsgeschichte in Frankfurt am Main. 1974/75 war er als Stipendiat der Volkswagenstiftung am Deutschen Historischen Institut in Rom. 1983 war er Gastwissenschaftler an der Pennsylvania State University. 1985 habilitierte er sich an der Ruprecht-Karls-Universität Heidelberg für Mittelalterliche Geschichte und Historische Hilfswissenschaften, wurde dort Privatdozent und 1993 außerplanmäßiger Professor. Er war 1987 Gastdozent an der University of British Columbia in Vancouver und 1992 an der Universität Kyōto. Seit 2000 im Ruhestand, arbeitete er bis 2006 weiter als Gastwissenschaftler am Max-Planck-Institut für europäische Rechtsgeschichte. Er war Mitglied der Vereinigung für Verfassungsgeschichte.

## Arbeiten
Wolf beschäftigte sich mit mittelalterlicher Rechtsgeschichte, insbesondere dem Kurfürstenkollegium und den Königswahlen im Heiligen Römischen Reich, mit Genealogie und historischer Kartographie (zum Beispiel der Ebstorfer Weltkarte).

### Entstehung des Kurfürstenkollegiums
Nach Wolf sei die Wählbarkeit zum deutschen König und das Wahlrecht der als Wähler namentlich erstmals 1198 überlieferten 23 weltlichen Reichsfürsten aus 19 Dynastien erbrechtlich zu erklären. Sie habe sich danach gerichtet, ob und wie die Königswähler (auch in weiblicher Linie) von den im Mannesstamm ausgestorbenen Ottonen abstammten.  Er deutete diese Königswähler als „Repräsentanten der königlichen Tochterstämme“. Wolfs These: „Wahlberechtigt waren die Erbberechtigten.“ Nach dem Untergang der Staufer habe sich das erheblich kleinere siebenköpfige Kurfürstenkolleg nach Wolf nicht schon, wie früher angenommen, vor 1257, sondern erst 1298 konstituiert. Die berühmte Stelle im Sachsenspiegel (Landrecht III 57) spiegele mit ihrer Wahl durch zweimal drei (= sechs) Fürsten (geistliche Mainz, Trier und Köln und weltliche Pfalz, Sachsen, Brandenburg) und dem Ausschluss des Böhmen keine frühere Wahl, sondern genau die Wahl Rudolfs von Habsburg zum König 1273. Sie sei daher erst um diese Zeit im Sachsenspiegel eingefügt worden. Rudolfs weltliche Wähler hatten die Wahlbedingung gestellt, Töchter des neuen Königs zur Frau zu erhalten. Die Repräsentanten der aus diesen Ehen – und einer späteren auch des Böhmenkönigs mit einer Rudolf-Tochter – entstandenen Tochterstämme König Rudolfs vereinigten sich zusammen mit den drei rheinischen Erzbischöfen als dann traditionelles siebenköpfiges Kurfürstenkolleg erstmals 1298. Dies geschah bei der zweiten Königswahl von Rudolfs Sohn Albrecht I., über die die sieben Kurfürsten erstmals gemeinsam eine Urkunde ausstellten und mit ihren sieben Siegeln beglaubigten. Wolf wies auf das Zeugnis Johanns von Victring hin, dass die sieben Kurfürsten seit Menschengedenken noch nie zuvor an einem Ort beieinander gewesen seien. Er berief sich auch darauf, dass die Erblichkeit des weltlichen Königswahlrechts in der Goldenen Bulle Kaiser Karls IV. 1356 kodifiziert wurde. Auch hier gelte wieder: „Wahlberechtigt waren die Erbberechtigten.“ Wolf verteidigte seine nicht unumstrittene Erbrechtliche Theorie auch in späteren Veröffentlichungen.

### Geographie der Odyssee
Über die Fachkreise hinaus erlangte er mit seiner Theorie zur Geographie der Odyssee Bekanntheit. Nach Wolf entspreche das Land der Phäaken in „Homers Reise auf den Spuren des Odysseus“ der Landenge im heutigen Kalabrien an der nur dreißig Kilometer schmalen engsten Stelle Italiens. Dort hätte nämlich der schiffbrüchige Odysseus vom Tyrrhenischen zum Ionischen Meer in dem von Homer genannten dreitägigen Fußmarsch gelangen können. In der Stadt der Phäaken staunte Odysseus über den Blick auf die zwei (Hafen-)Buchten (liménas) zu beiden Seiten der Stadt. Weil in Tiriolo auf der Wasserscheide der kalabrischen Landenge tatsächlich die zwei Buchten des Tyrrhenischen und des Ionischen Meeres vom gleichen Ort gleichzeitig zu sehen sind, vermutete Wolf dort den Königssitz der homerischen Phäaken – und nicht, wie eine nach-homerische Tradition annimmt, auf der griechischen Insel Korfu. Für Wolf war Homers Phäakenland die spätere Magna Graecia. Diese Deutung auf das Land zwischen den zwei Meeren erkläre erstmals, warum das Land der Phäaken bei Homer sowohl hinter als auch vor der Meerenge von Messina liege, die seit der Antike als die Meerenge von Skylla und Charybdis angesehen wird.  Mit über zwölf Merkmalen dieser beiden schrecklichen Plagen charakterisiert Homer nach Wolf Erd- und Seebeben in der tektonisch unruhigsten Zone Europas.
Er begleitete die zweiteilige Fernsehsendung des ZDF (Kreuzfahrt mit Odysseus) in der Serie terra-X.  Die von Wolf rekonstruierte Route lag auch der sechsteiligen Fernseh-Dokumentation Auf den Spuren von Odysseus (ausgestrahlt bei 3sat) von Nina Mavis Brunner zugrunde.

## Ehrungen
1993 erhielt Wolf den Prix Brant IV de Koskull der Confédération Internationale de Généalogie und 1994 die Bardeleben-Medaille „für seine weiterführenden Forschungen zur Adelsgenealogie sowie insbesondere zur Frage des Königswähler und des Kurfürstenkollegs“. Seit 1998 war er Ehrenmitglied der Académie Internationale de Généalogie, seit 2002 Académico correspondiente de la Academia de Heraldica y Genealogia in Madrid. Er war Mitglied des Stiftungsrates des Instituts für Personengeschichte.
Seit 2015 war Wolf Ehrenbürger der italienischen Gemeinde Tiriolo und seit 2019 auch der italienischen Gemeinde Squillace.

## Schriften (Auswahl)
- Die Ebstorfer Weltkarte als Denkmal eines mittelalterlichen Welt- und Geschichtsbildes. In: Geschichte in Wissenschaft und Unterricht. Bd. 8, 1957, S. 204–215.
- Die Gesetze der Stadt Frankfurt am Main 1373–1509 (= Veröffentlichungen der Historischen Kommission der Stadt Frankfurt. Bd. 13). Kramer, Frankfurt am Main 1969 (zugleich: Dissertation, Univ. Hamburg, 1961).
- Gesetzgebung in Europa 1100–1500. Zur Entstehung der Territorialstaaten (= Helmut Coing (Hrsg.): Handbuch der Quellen und Literatur der neueren europäischen Privatrechtsgeschichte. Bd. 1, 1973). Selbständig als 2. bearb. und erweiterte Auflage. Beck, München 1996 (zugleich: Habilitationsschrift, 1985).
- Wahlrecht und Erbrecht in den Reichen Alfons' des Weisen. In: Zur Geschichte des Familien und Erbrechts (= Studien zur europäischen Rechtsgeschichte. Bd. 32) 1987, S. 1–37.
- Von den Königswählern zum Kurfürstenkolleg. Bilddenkmale als unerkannte Dokumente der Verfassungsgeschichte. In: Wahlen und Wählen im Mittelalter (= Vorträge und Forschungen. Bd. 37) 1990, S. 15–78.
- The Family of Dynasties in Medieval Europe: Dynasties, Kingdoms and Tochterstämme. In: Studies in Medieval and Renaissance History. Bd. 12, 1991, S. 183–260.
- Königskandidatur und Königsverwandtschaft. In: Deutsches Archiv für Erforschung des Mittelalters. Bd. 47, 1991, S. 45–117.
- Warum konnte Rudolf von Habsburg (+ 1291) König werden? In: Zeitschrift für Rechtsgeschichte, Germanistische Abteilung. Bd. 109, 1992, S. 48–94.
- König für einen Tag: Konrad von Teck. Gewählt, ermordet (?) und vergessen (= Schriftenreihe des Stadtarchivs Kirchheim unter Teck. Bd. 17) 1993, 2. bearb. Aufl. 1995.
- Herkunft der Grafen von Northeim aus dem Hause Luxemburg und der Mord an Ekkehard von Meißen 1002. In: Niedersächsisches Jahrbuch für Landesgeschichte. Bd. 69, 1997, S. 427–440.
- Die Entstehung des Kurfürstenkollegs 1198–1298. Zur 700jährigen Wiederkehr der ersten Vereinigung der sieben Kurfürsten (= Historisches Seminar. NF Bd. 11). Schulz-Kirchner, Idstein 1998, 2. bearb. Auflage 2000.
- La Discendenza degli Svevi di Sicilia in Europa e la dominazione d´Italia fino all XIX secolo. In: XXIII Congresso internazionale di scienze genealogica e araldica, Torino 1998 (= Pubblicazioni degli Archivi di Stato. Saggi 64). Roma 2000, S. 641–653.
- Herausgeber: Königliche Tochterstämme, Königswähler und Kurfürsten (= Studien zur europäischen Rechtsgeschichte. Bd. 152). Klostermann, Frankfurt am Main 2002, darin ders.: Königswähler und Königliche Tochterstämme, S. 1–77.
- Waren die Landgrafen von Thüringen ursprünglich „Franzosen“? In: Généalogie & Héraldique. Actes du 24e Congrès International des Sciences Généalogique & Héraldique, Besançon, 2.–7. Mai 2000 (= La Vie Généalogique. No 29). Paris 2002, S. 387–408 und in: Genealogisches Jahrbuch. Bd. 41, 2001, S. 5–28.
- Die Goldene Bulle: König Wenzels Handschrift. Codex Vindobonensis 338 der Österreichischen Nationalbibliothek. Kommentar zum Faksimile. Akademische Druck- und Verlagsanstalt, Graz 1977, 2. bearb. Aufl. 2002.
- Kurfürsten und Königswahl. Zu neuen Theorien über den Königswahlparagraphen im Sachsenspiegel und die Entstehung des Kurfürstenkollegiums. Rezension des Werkes von Franz-Reiner Erkens. In: Zeitschrift für Rechtsgeschichte, Germanistische Abteilung. Bd. 120, 2003, S. 535–548.
- Zum Deutschland-Bild in Geschichtsatlanten des 19. Jahrhunderts. In: Geschichtsdeutung auf alten Karten (= Wolfenbütteler Forschungen. Bd. 101). Harrassowitz, Wiesbaden 2003, S. 255–286.
- Homers Reise: Auf den Spuren des Odysseus. Völlig überarbeitete Neuausgabe. Mit 176 Abbildungen im Text und 65 farbigen Abbildungen auf Tafeln. Böhlau, Köln, Weimar, Wien 2009 (1. Aufl. zusammen mit Hans-Helmut Wolf 1968 als Der Weg des Odysseus, dann mehrfach unter verschiedenen Titeln bearbeitet und erweitert).
- Ahnen deutscher Könige und Königinnen. Alternativen zu dem Werk von Eduard Hlawitschka. In: Herold-Jahrbuch. NF 15, 2010, S. 77–198.
- The  Ebstorf Mappamundi and Gervasius of Tilbury. The Controversy Revisited. In: Imago Mundi.  Vol. 64, 2012, S. 1–27.
- Verwandtschaft – Erbrecht – Königswahlen. Sieben neue und 26 aktualisierte Beiträge mit 192 Tafeln, Synopsen, Landkarten und Abbildungen. 2 Bde. (= Studien zur europäischen Rechtsgeschichte. Bd. 283.1–2). Klostermann, Frankfurt am Main 2013.
- Kurfürsten. In: Handwörterbuch zur deutschen Rechtsgeschichte, Band 3, Erich Schmidt Verlag, Berlin 2013, Sp. 328–341.
- Kurfürsten. In: Historisches Lexikon Bayerns, 2014.
- Zur königlichen Abstammung der Kaiserin Kunigunde, König Rudolfs von Rheinfelden, der Kaiserin Mathilde und Kaiser Lothars von Sachsen sowie der Königskandidaten Hermann II. von Schwaben und Otto von Northeim. Nochmals Alternativen zu dem Werk von Eduard Hlawitschka. In: Herold-Jahrbuch. NF 20, 2015, S. 235–284.
- Die Erbrechtliche Theorie zur Entstehung des Kurfürstenkollegs. In: Zeitschrift für Rechtsgeschichte, Germanistische Abteilung. Bd. 134, 2017, S. 260–287.
- Ulisse in Italia. Sicilia e Calabria negli occhi di Omero. Catanzaro 2017.